# Monkey Bay
Monkey Bay is een stad in het district Mangochi in de Southern Region van Malawi en ligt aan de oever van het Malawimeer. Vanwege de ligging aan dit meer is de stad populair bij toeristen. Monkey Bay is ook een van de belangrijkste havensteden aan dit meer.

## Locatie

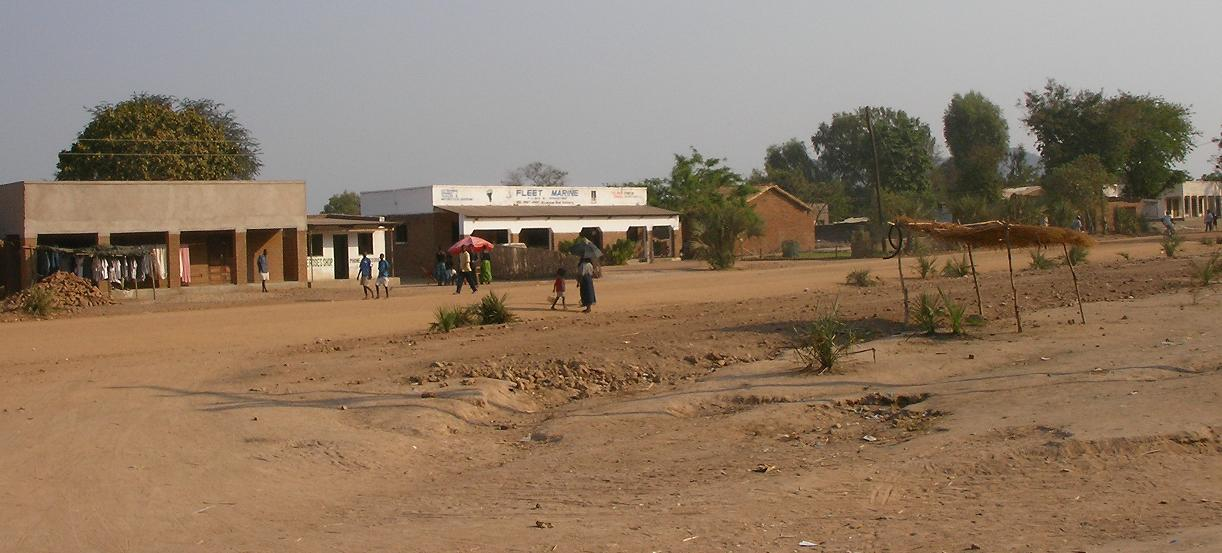
De hoofdstraat van Monkey Bay

De stad is gelegen op een afstand van 206 kilometer van Lilongwe, de hoofdstad van Malawi, en op 253 kilometer afstand van het economische centrum Blantyre, de grootste stad van Malawi. De stad is een toeristische bestemming en veel mensen zijn op doorreis naar Cape Maclear.
De huizen in de stad zijn eenvoudig en klein, en weinig huishoudens kunnen zich elektriciteit veroorloven, omdat de aansluitkosten drie keer het gemiddelde maandsalaris zijn.

## Faciliteiten
Er is een supermarkt en een markt in Monkey Bay. Op 22 februari 2010 heeft de eerste bank zijn deuren geopend. Er zijn ook meerdere gastenverblijven.
Bussen rijden van de stad naar Lilongwe en Blantyre en terug. De dichtstbijzijnde luchthaven ligt in Ulongwe, op 79 km afstand. Twee passagiersveerboten vertrekken elke week tussen Monkey Bay en Chilumba: de MV Ilala en de Mtendere.
In de stad vindt men de Nankhwala Katholieke School  evenals een klein ziekenhuis en een politiebureau. Het is ook het hoofdkantoor van de vloot met een bemanning van 220.